# Erika Zuchold
Erika Zuchold z domu Barth (ur. 19 marca 1947 w Lucka, zm. 22 sierpnia 2015 w Asunción) – niemiecka gimnastyczka, wielokrotna medalistka olimpijska. W czasie swojej kariery sportowej reprezentowała Niemiecką Republikę Demokratyczną.

## Kariera sportowa
Zdobyła srebrny medal w skoku przez konia (za Věrą Čáslavską z Czechosłowacji, a przed Natalją Kuczinską ze Związku Radzieckiego), a także zajęła 4. miejsca w wieloboju indywidualnym i drużynowym na mistrzostwach świata w 1966 w Dortmundzie. Na mistrzostwach Europy w 1967 w Amsterdamie zdobyła srebrny medal w skoku przez konia (za Čáslavską, a przed swą 
koleżanką z reprezentacji NRD Karin Janz) oraz zajęła 5. miejsce w wieloboju indywidualnym i 6,. miejsce w ćwiczeniach na równoważni.
Zdobyła srebrny medal w skoku (za Čáslavską, a przed Zinaidą Woroniną z ZSRR) oraz brązowy medal w wieloboju drużynowym na igrzyskach olimpijskich w 1968 w Meksyku. W wieloboju indywidualnym zajęła 4. miejsce (razem z Łarisą Pietrik z ZSRR), w ćwiczeniach na poręczach 5. miejsce, w ćwiczeniach na równoważni 6. miejsce i w ćwiczeniach wolnych 8.–11. miejsce. Na mistrzostwach Europy w 1969 w Landskronie zdobyła brązowy medal w wieloboju (za Janz i Olgą Karasiową z ZSRR, a ex aequo z Ludmiłą Turiszczewą z ZSRR) i srebrny medal w skoku (za Janz, a przed Karasiową) oraz zajęła 5. miejsca w ćwiczeniach na równoważni i ćwiczeniach wolnych.
Zwyciężyła w skoku przez konia i ćwiczeniach na równoważni, zdobyła srebrne medal w wieloboju indywidualnie i drużynowo oraz zajęła 6. miejsce w ćwiczeniach na poręczach na mistrzostwach świata w 1970 w Lublanie. Została wybrana najlepszą sportsmenką NRD w tym roku. Zdobyła cztery brązowe medale: w wieloboju, skoku, ćwiczeniach na równoważni i ćwiczeniach wolnych oraz zajęła 5. miejsce w ćwiczeniach na poręczach na mistrzostwach Europy w 1971 w Mińsku.
Na igrzyskach olimpijskich w 1972 w Monachium zdobyła srebrne medale w skoku (za Janz, a przed Turiszczewą), w ćwiczeniach na poręczach (za Janz, a razem z Olgą Korbut z ZSRR) i w wieloboju drużynowo. W wieloboju indywidualnie zajęła 4. miejsce, w ćwiczeniach na równoważni 6. miejsce i w ćwiczeniach wolnych 7. miejsce.
Zuchold zdobyła wiele medali mistrzostw NRD w gimnastyce. W wieloboju była mistrzynią w 1964, 1966 i 1968 oraz wicemistrzynią w 1965, 1967 i 1972. W skoku przez konia zwyciężała w latach 1965–1867 i 1972 i zajęła 2. miejsce w 1968. W ćwiczeniach na równoważni wygrywała w latach 1964 i 1966–1968, zdobywała srebrne medale w 1969 i 1972 oraz brązowy medal w 1965. W ćwiczeniach na poręczach była mistrzynią w 1972 oraz wicemistrzynią w latach 1964 i 1967–1969. W ćwiczeniach wolnych zwyciężyła w 1964, 1967 i 1968 i zajęła 2. miejsce w 1966.
Otrzymała Order Zasługi dla Ojczyzny: srebrny w 1968 i 1971 oraz złoty w 1972.

## Późniejsze życie
Po zakończeniu kariery sportowej w 1972 imała się różnych zajęć. Ukończyła studia z zakresu edukacji plastycznej, a następnie studia malarskie. Była również instruktorką tańca.

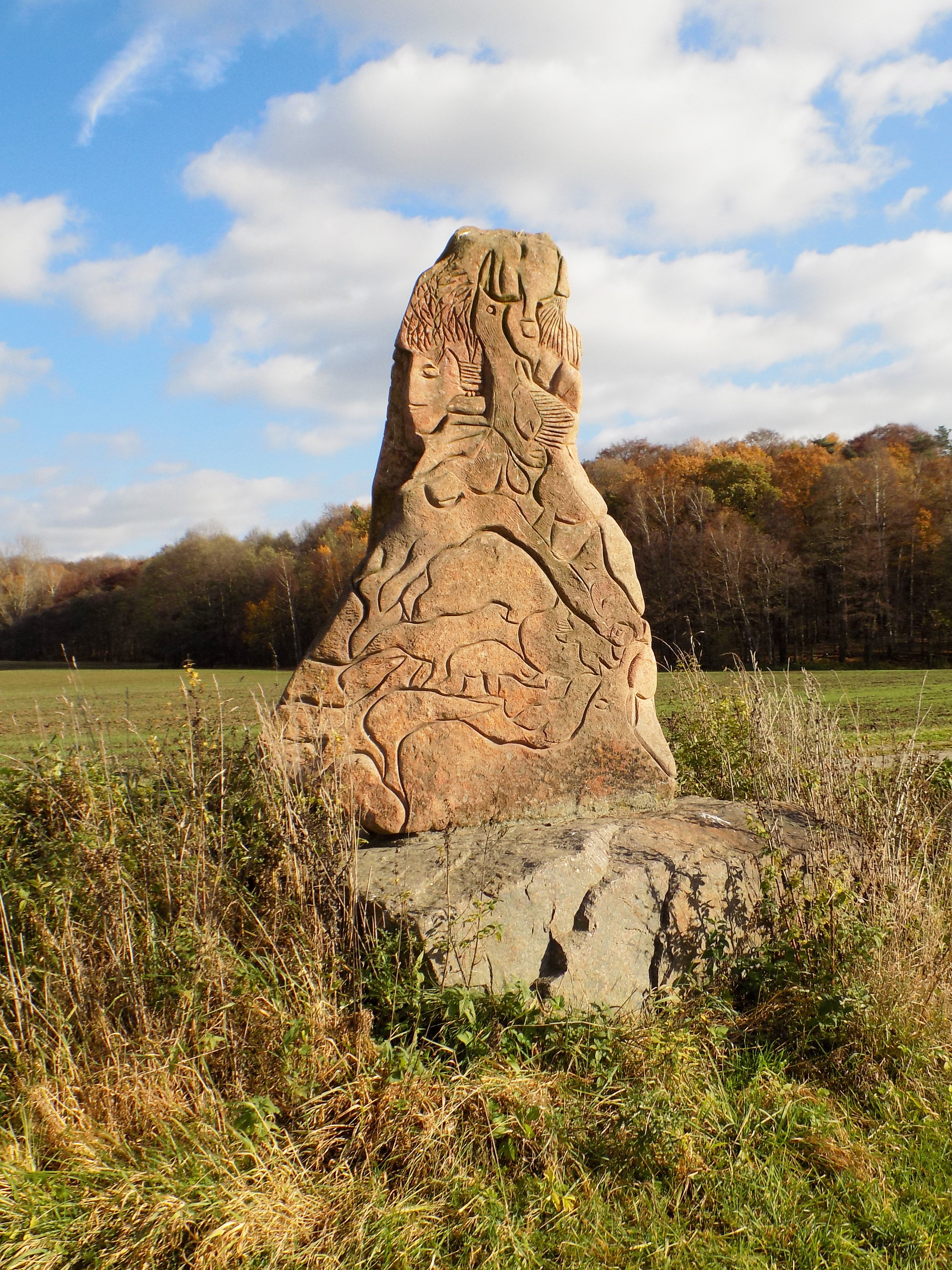
Słoneczny Kamień – rzeźba Eriki Zuchold

Tworzyła obrazy abstrakcyjne  i rzeźby.
W 2005 została uhonorowana miejscem w International Gymnastics Hall of Fame.
W 2014 zmarł jej mąż. W 2015 miała swą ostatnią wystawę w Leunie. Następnie wyjechała do Paragwaju, gdzie przebywały jej matka i siostra i tam zmarła dwa miesiące później. 